# 毛越寺
毛越寺（もうつうじ）は、岩手県西磐井郡平泉町（創建時は陸奥国磐井郡平泉）に所在する、天台宗の寺院。現在の本尊は薬師如来立像（平安時代後期の作。脇侍は日光菩薩・月光菩薩）。建築は平安様式。
境内は「毛越寺境内 附 鎮守社跡」（もうつうじけいだい つけたり ちんじゅしゃあと）として国の特別史跡、庭園は「毛越寺庭園」（もうつうじていえん）として特別名勝に指定されている。2011年（平成23年）6月26日、「平泉-仏国土（浄土）を表す建築・庭園及び考古学的遺跡群-」の構成資産の一つとして世界遺産に登録された。
平泉中尊寺、松島瑞巌寺、山形立石寺と共に「四寺廻廊」という巡礼コースを構成している。

## 歴史
寺伝によれば嘉祥3年（850年）、中尊寺と同年に円仁が創建。その後、大火で焼失して荒廃したが、奥州藤原氏第2代基衡夫妻、および、子の第3代秀衡が壮大な伽藍を再興した。中世の歴史書『吾妻鏡』によれば、「堂塔四十余宇、禅房五百余宇」があり、円隆寺と号せられる金堂・講堂・常行堂・二階惣門・鐘楼・経蔵があり、嘉祥寺その他の堂宇もあって、当時は中尊寺をしのぐ規模だったという。金堂の円隆寺は、金銀、紫檀をちりばめ、その荘厳は『吾妻鏡』に「吾朝無双」と評された。
奥州藤原氏の滅亡後も鎌倉幕府に保護されたが、嘉禄2年（1226年）に火災に遭い、更に戦国時代の天正元年（1573年）には兵火に遭って衰微し、長年の間土壇と礎石を残すだけとなっていた。江戸時代は仙台藩領内となり、寛永13年（1636年）の伊達政宗の死去に際して、当時の本尊の釈迦三尊が、政宗の霊廟「瑞鳳殿」に隣接して彼の菩提寺として創建された瑞鳳寺に遷された。寛文年間（1661年〜1672年） には、本寺とその周辺は水田化された。しかし、伊達氏により経済的援助や保護が行われた。
明治32年（1899年）、新しい本堂や庫裏を南大門の外側に建て、1921年（大正10年）には伊達一関藩・一関城の大手門を移し、山門とした。1922年（大正11年）10月12日に史跡に指定された。
毛越寺境内遺跡は、1954年（昭和29年）より5か年にわたって全面的に発掘調査がなされ、その規模や構造などの全容がほぼ解明されている。その調査結果は、『吾妻鏡』などの文献資料ともよく合致する。それによれば、遺跡は現在の毛越寺の境内にあり、旧来の姿をとどめており、土塁・南大門跡苑池・金堂跡その他の堂跡の保存状態はきわめて良好である。とくに金堂跡は桁行7間、梁間6間に復原される礎石がほぼ完全に遺存しており、土壇の四周には基壇地覆石がめぐらされ、雨落溝の構造ものこっている。左右には翼廊跡があり、前方に折れてその両端にそれぞれ楼の跡も残っている。その他の堂宇の礎石もよく残り、その浄土庭園は、平安時代末期の遺構として寺のシンボルとなっており、苑池も橋脚をのこして中島・庭石については旧態をよく示し、平安時代の伽藍形式を示すものとして学術上の価値が高い。こんにち伽藍復原図として知られる図像は、1954年（昭和29年）以来の発掘調査によって検出された考古資料をもとに描かれたものである。
1989年（平成元年）に平安様式に則って本堂が再建され、現在に至っている。
2001年（平成13年）に世界遺産登録の前提となる暫定リストに「平泉-浄土思想を基調とする文化的景観」の一部として記載された。2005年（平成17年）7月には史跡の追加指定がなされた。2008年（平成20年）の第32回世界遺産委員会の審議では、登録延期が決定した。文化庁および岩手県は「平泉-仏国土（浄土）を表す建築・庭園及び考古学的遺跡群-」の一部としてユネスコへ再度申請し、2011年（平成23年）5月に国際記念物遺跡会議が世界遺産への登録を勧告し、同年6月25日に世界遺産に登録された。

## 文化財

### 特別史跡
- 毛越寺境内（附 鎮守社跡）

以下の区域が特別史跡の飛地区域として指定されている。
- 護摩堂跡
- 文殊堂跡
- 吉祥堂跡
- 北野天神社
- 日吉白山社（現 白山妙理堂）
- 花館廃寺
- 王子社跡
- 八坂神社
- 観自在王院跡

### 特別名勝
- 毛越寺庭園

### 重要無形民俗文化財（国指定）
- 毛越寺の延年 - 重要無形民俗文化財[5]および記録作成等の措置を講ずべき無形の民俗文化財[6]。

## 拝観
- 拝観できる時間
  - 4月5日〜11月4日　8:30〜17:00
  - 11月5日〜4月4日　8:30〜16:30
- 拝観料：700円

## 交通
- 東北本線（JR東日本）平泉駅から徒歩9分。
- 岩手県交通・平泉町巡回バス「るんるん」で毛越寺バス停下車[7]。
- 平泉町営毛越寺駐車場：350台駐車可、一般有料、身体障害者は無料、町営中尊寺駐車場との間で割引サービスあり[7]。

## 宿院（廃止）
これまで毛越寺には宿坊（ユースホステル兼業）が併設されていたが、老朽化が著しいとの事情により2007年（平成19年）11月20日をもって営業を終了した。

## ギャラリー

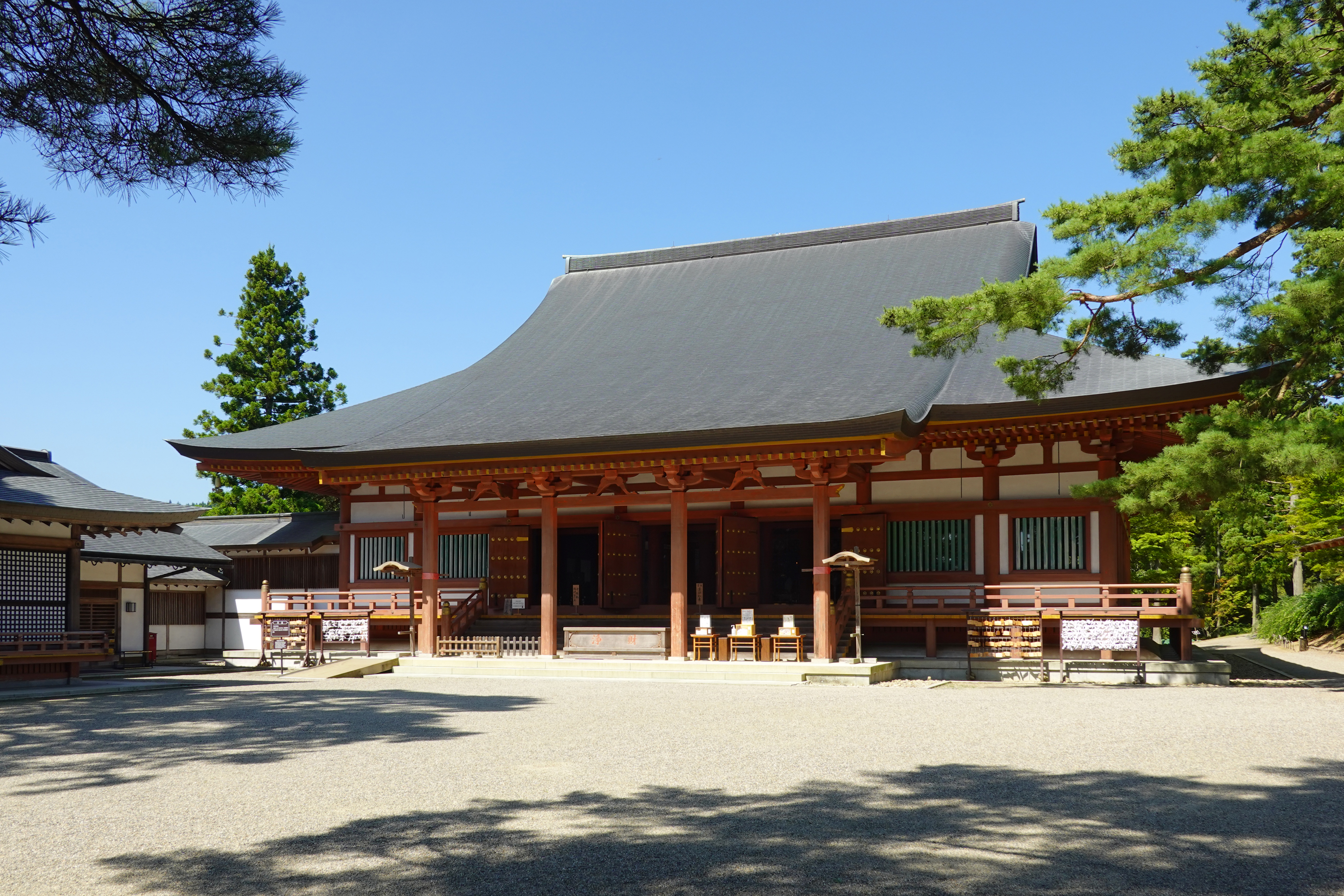
本堂
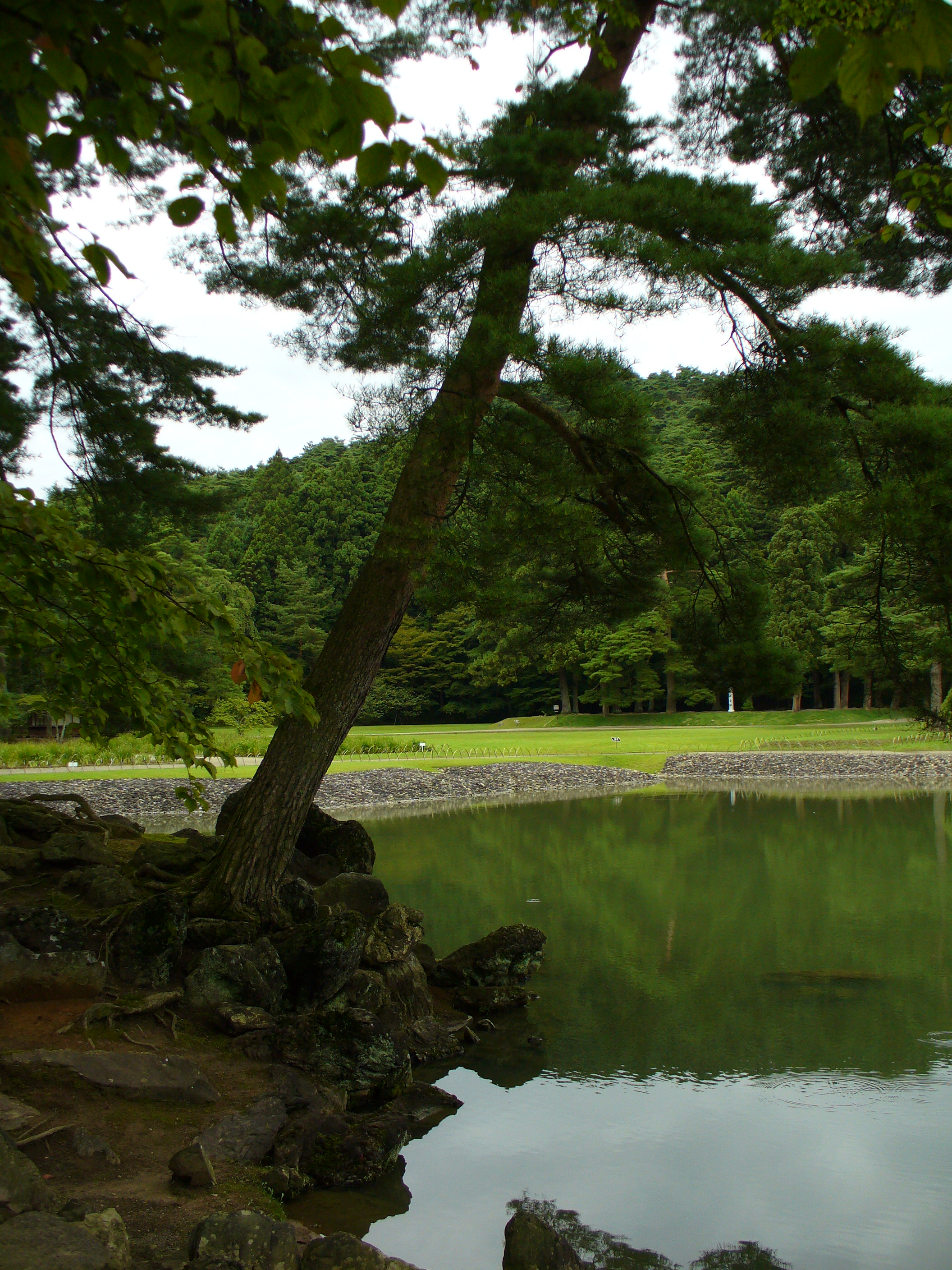
大泉が池の築山
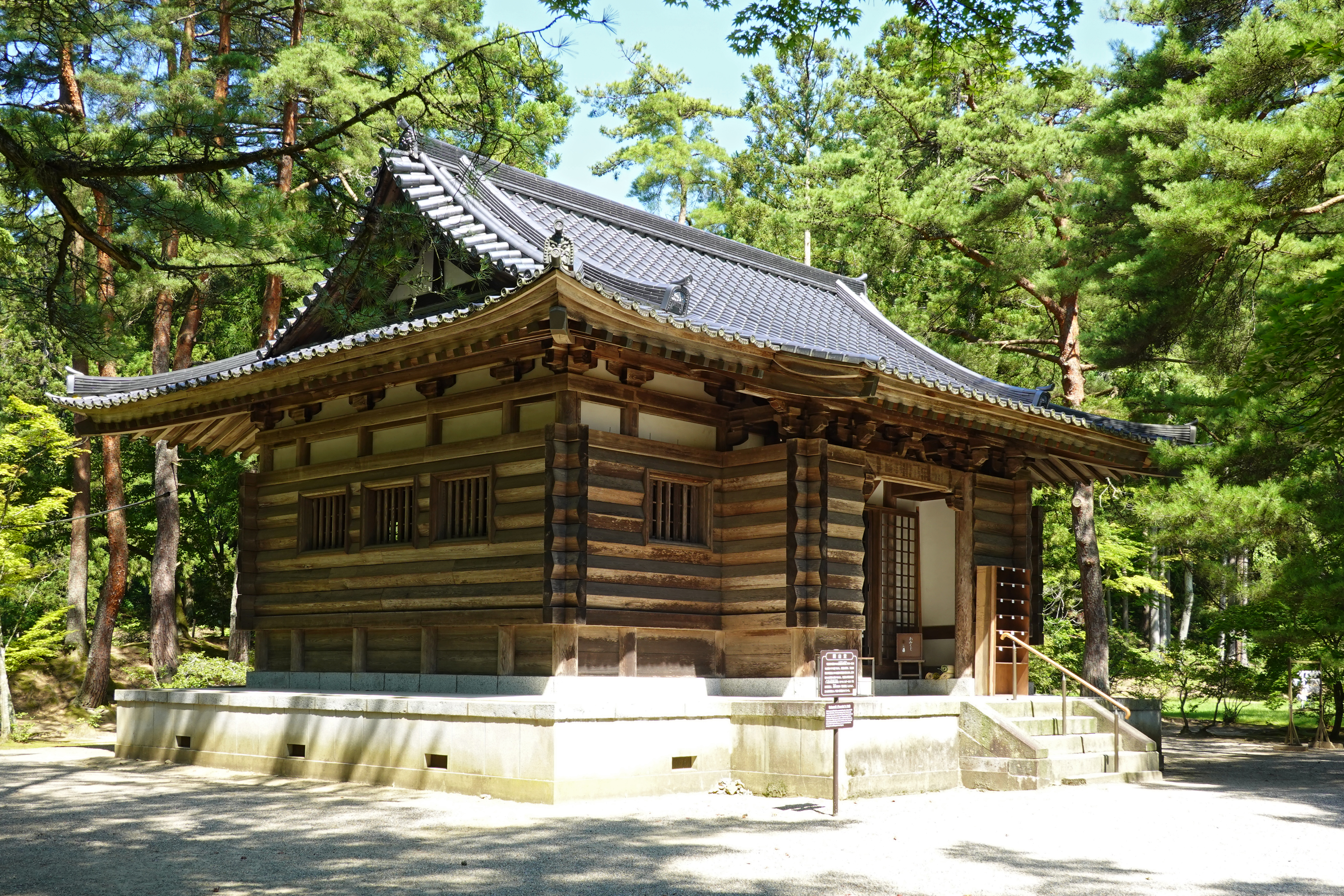
開山堂
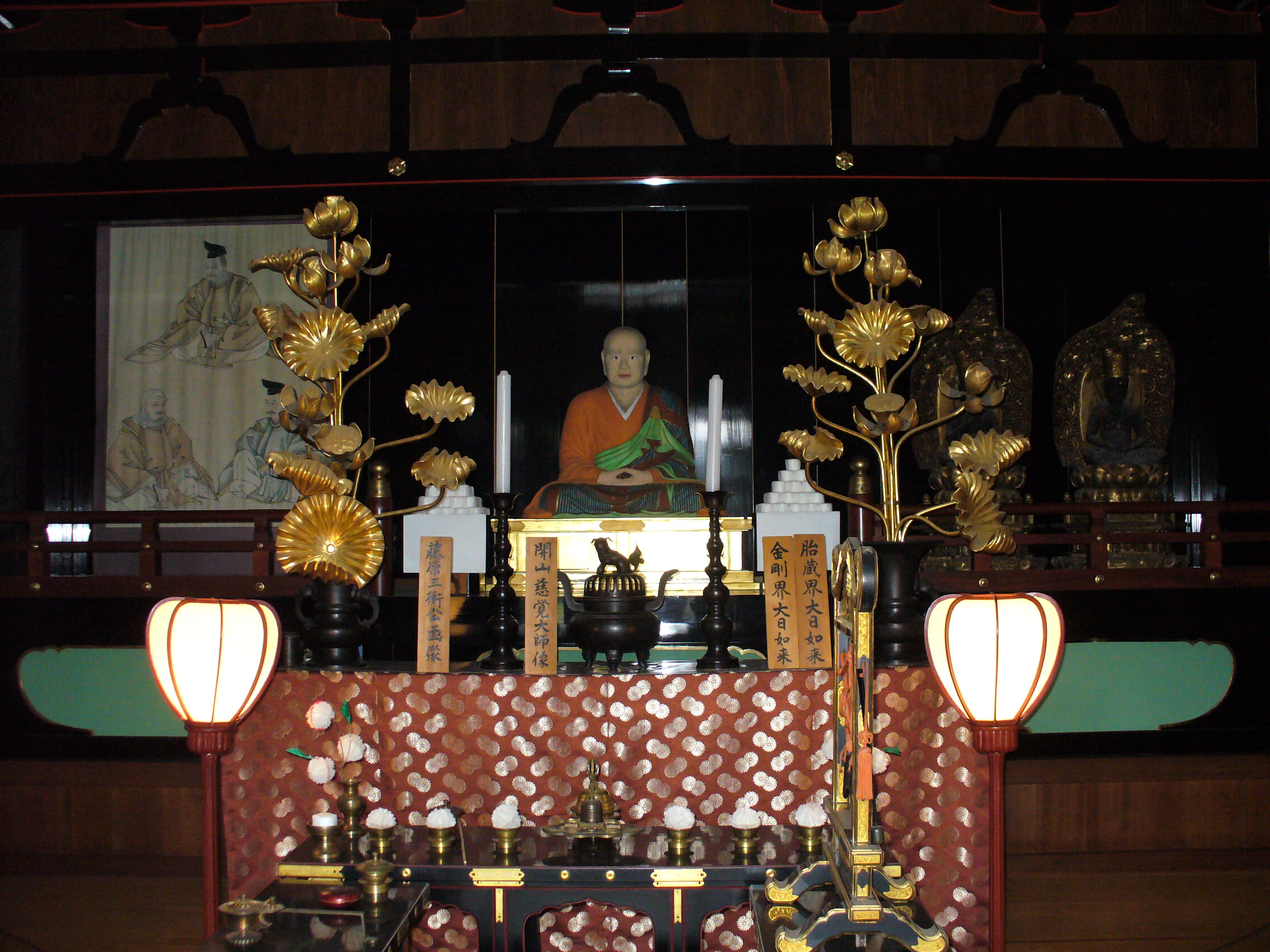
開山堂に祀られている慈覚大師
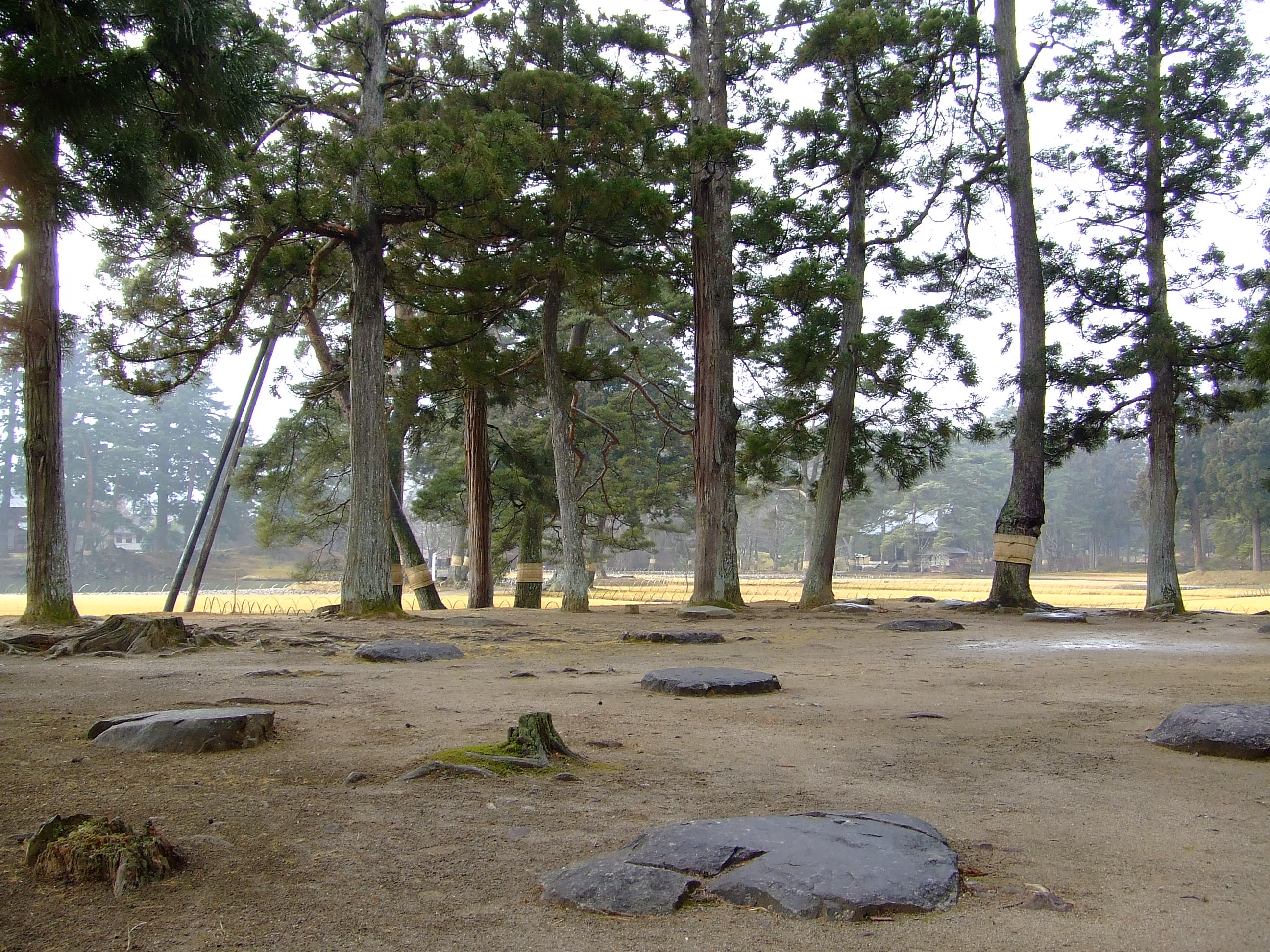
金堂円隆寺跡
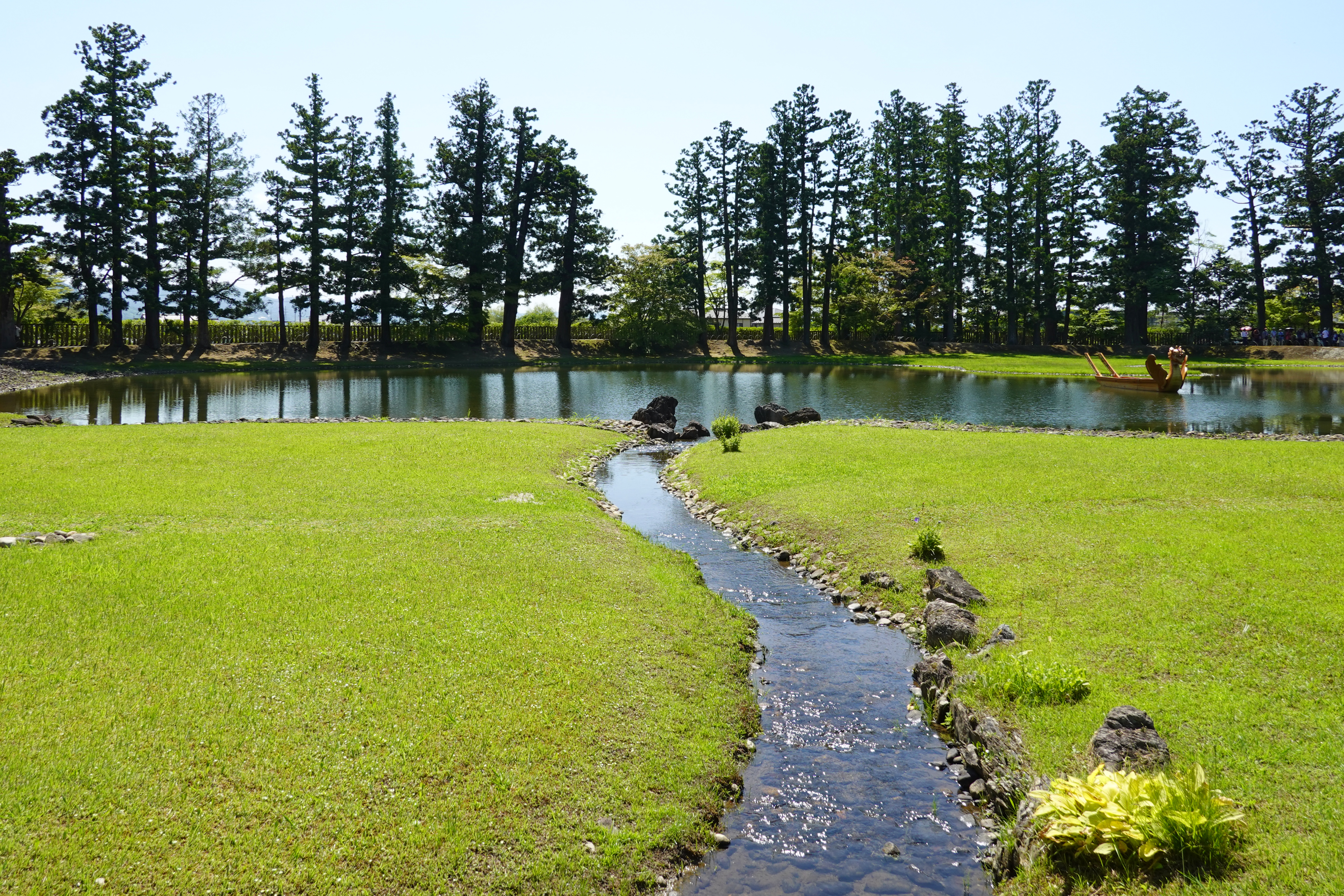
遣水、平安時代の遺構としては日本唯一のもの。
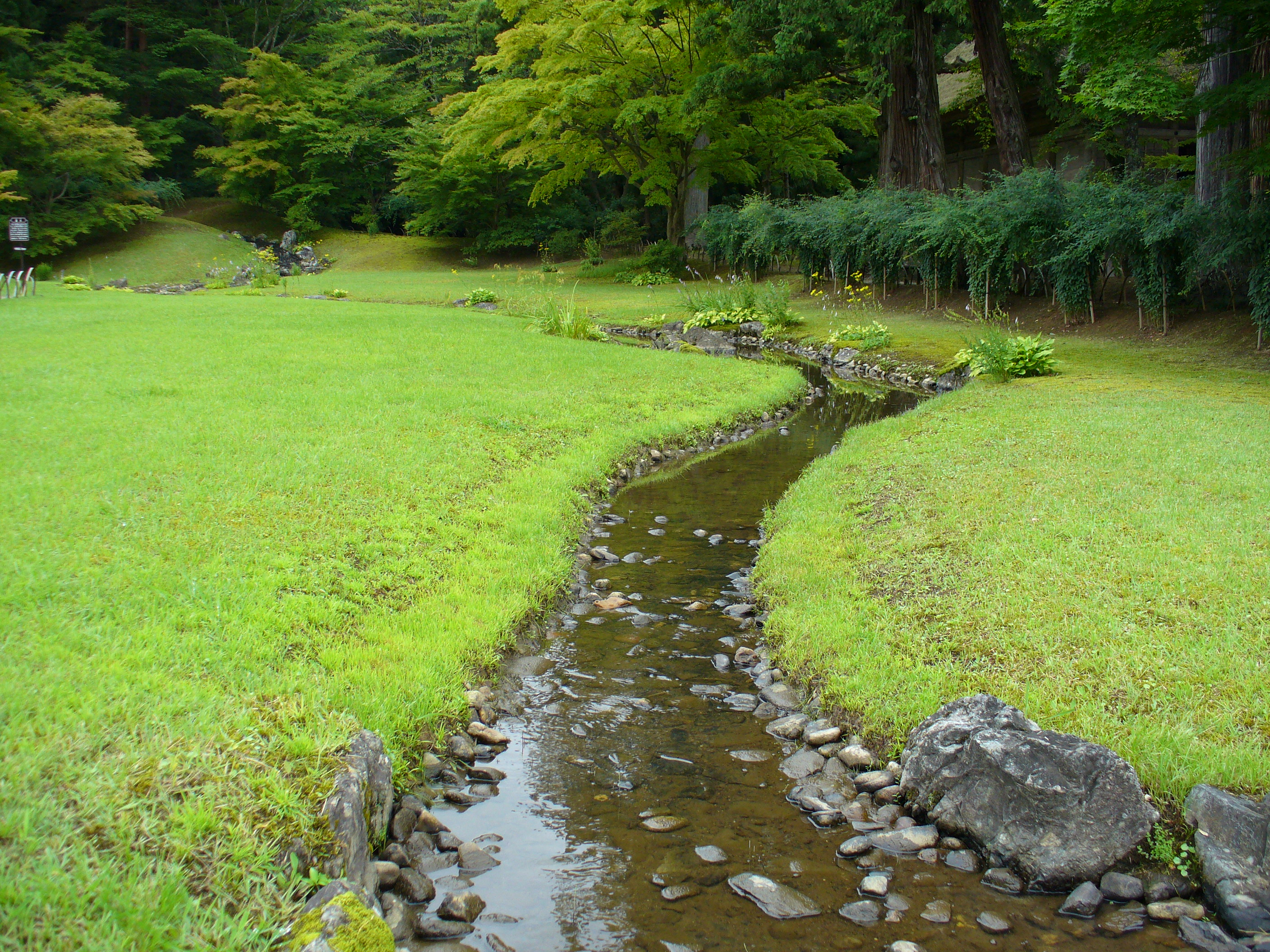
遣水、曲水の宴が行われたと言われる。
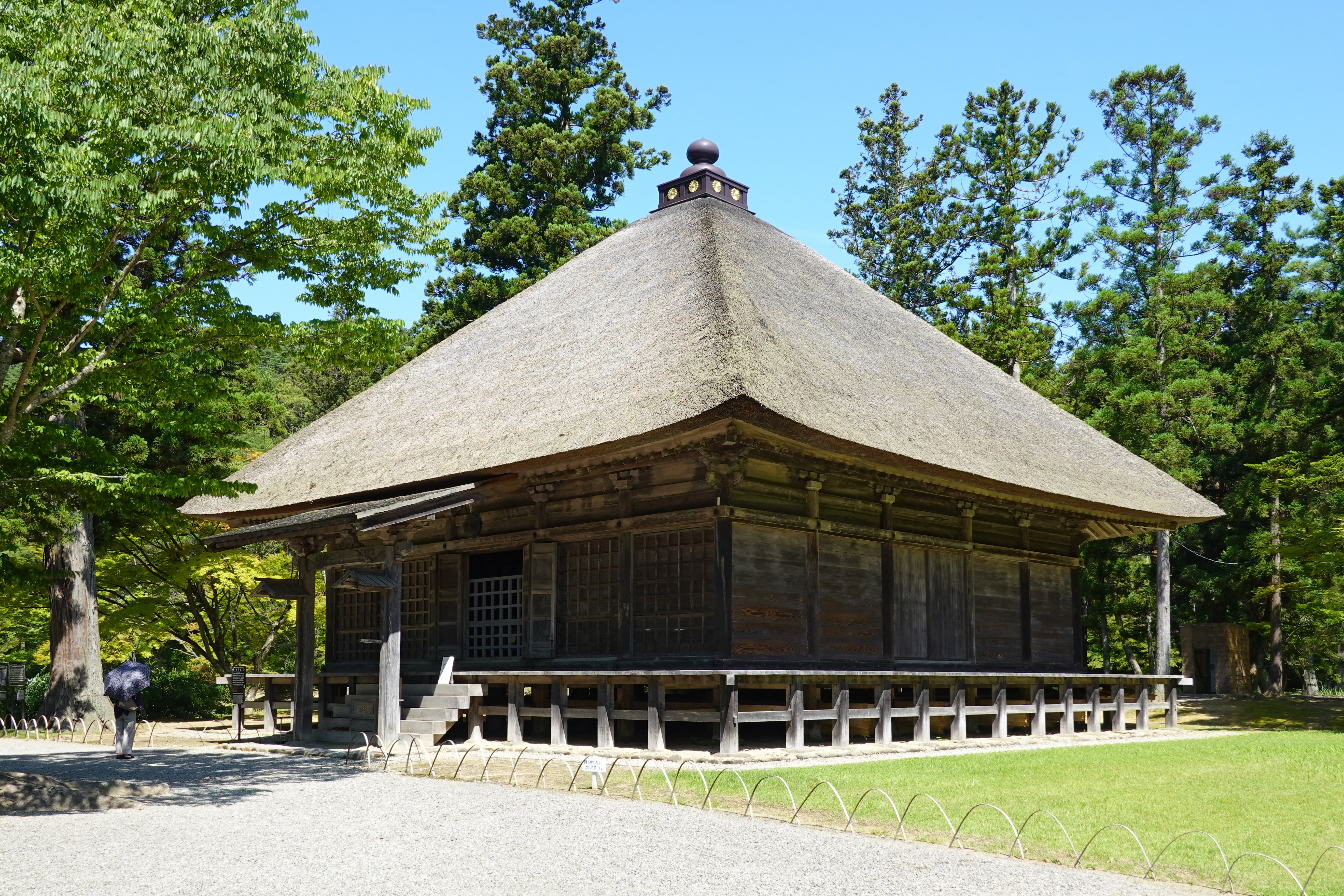
常行堂、1732年伊達吉村が再建。
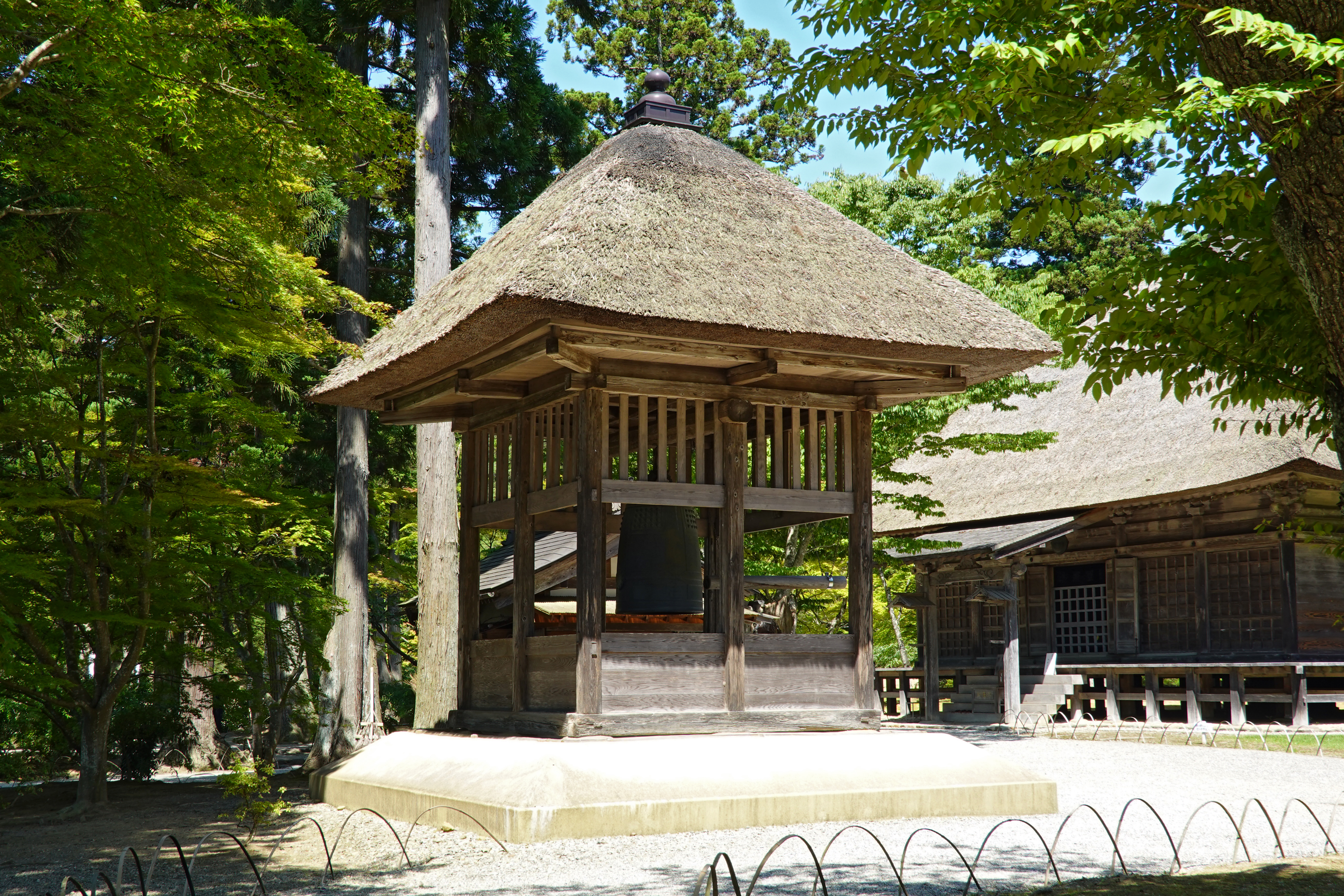
鐘楼堂、1732年再建、鐘楼は1975年香取正彦の製作。
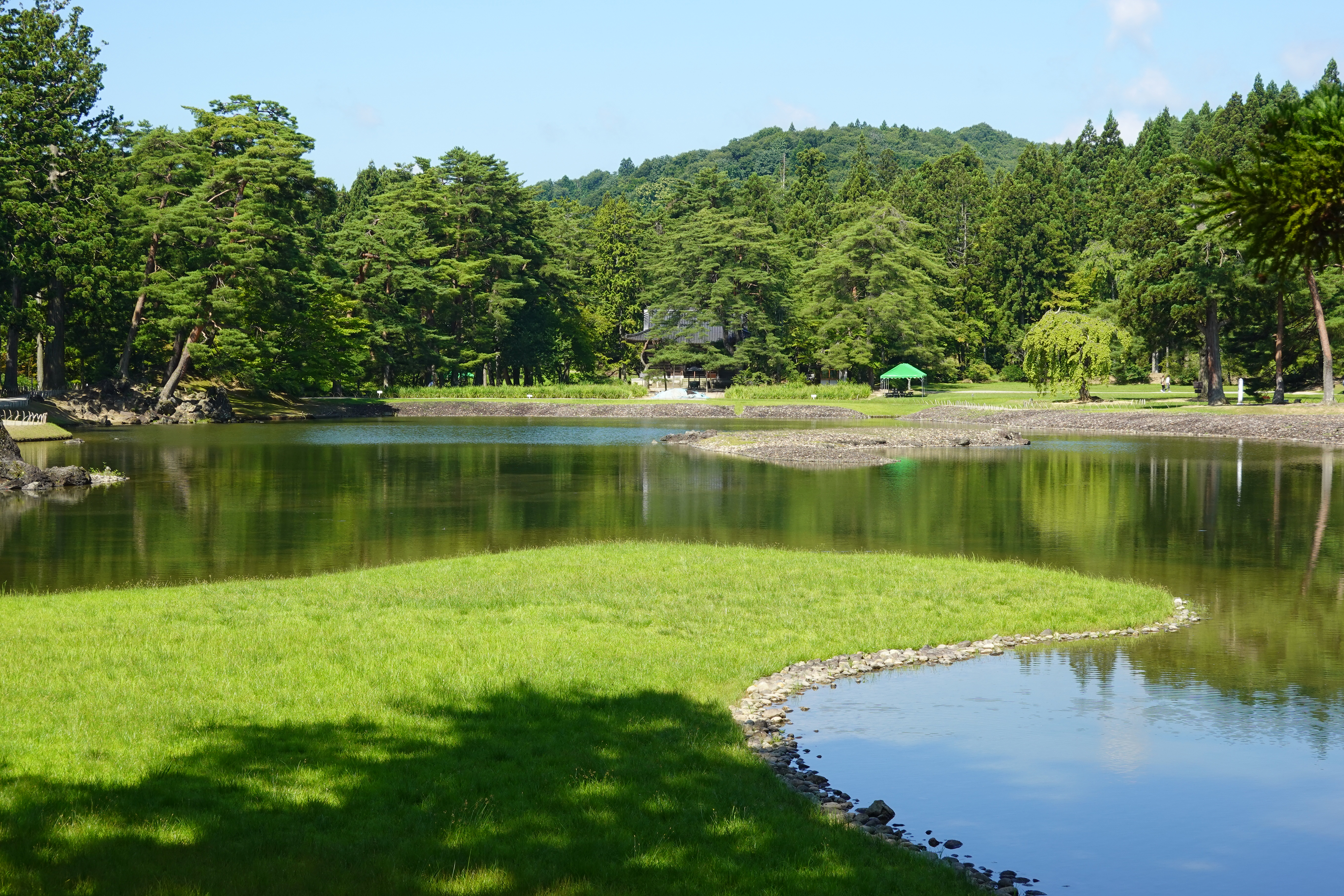
大泉が池・洲浜
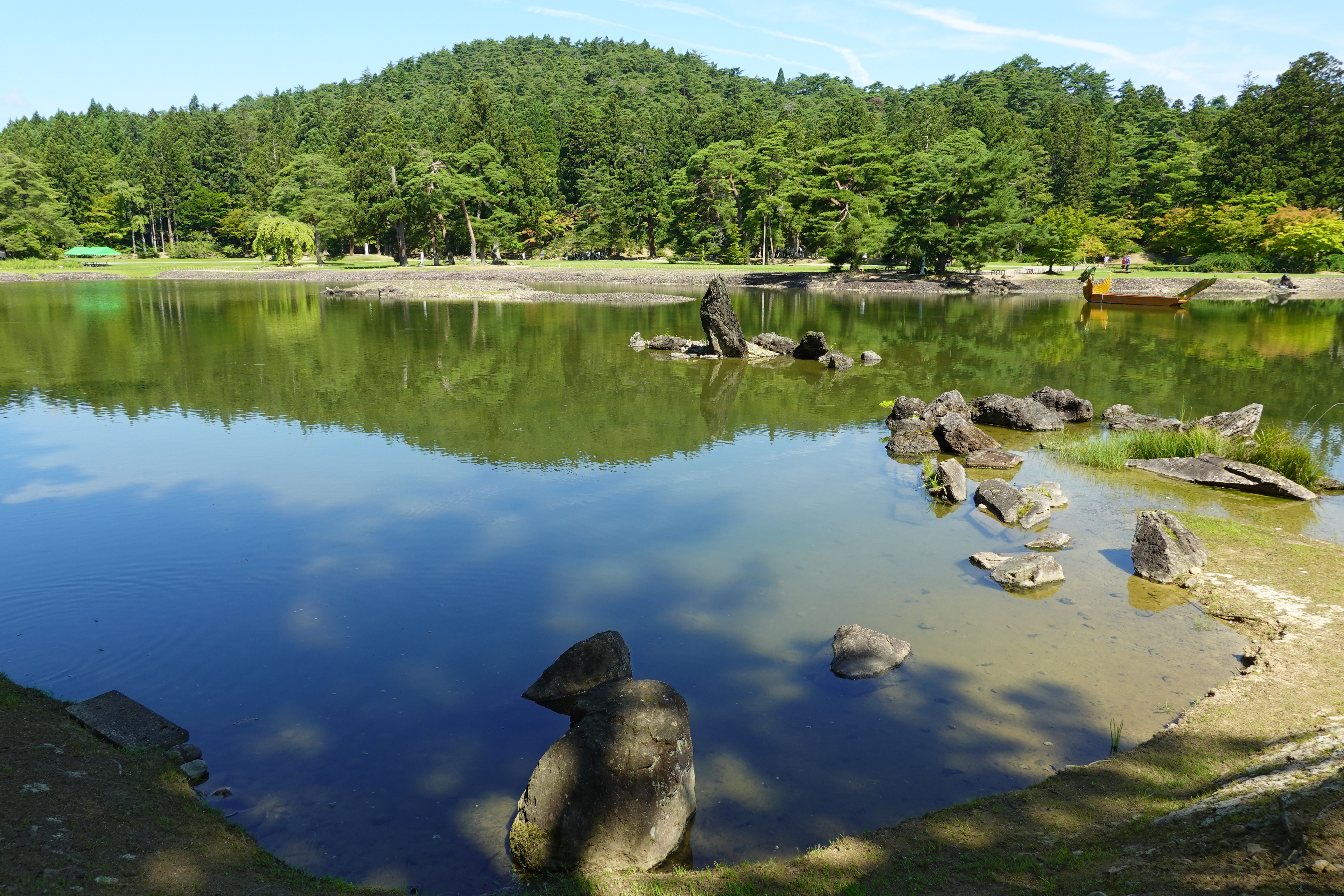
出島石組と池中立石
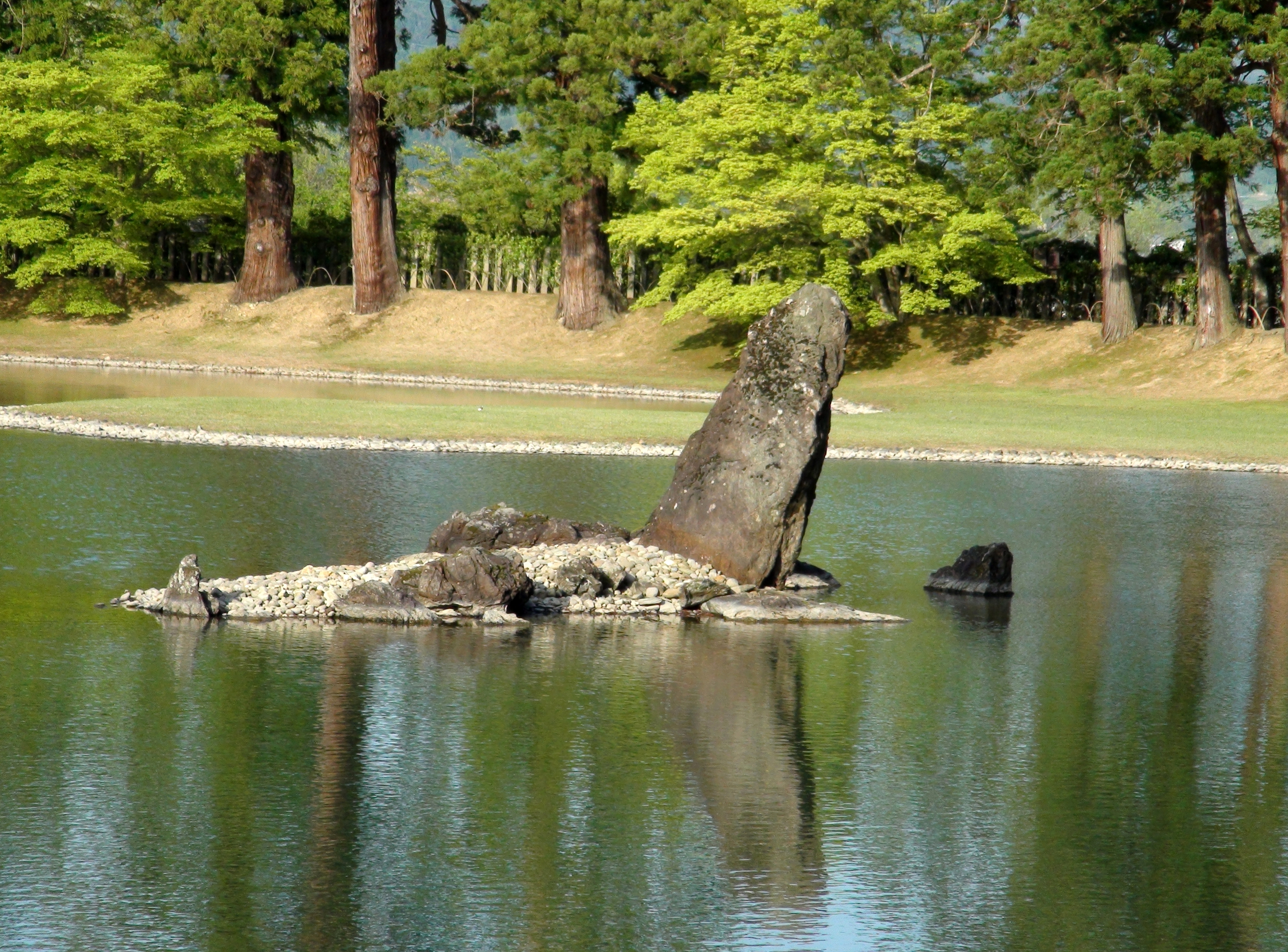
池中立石
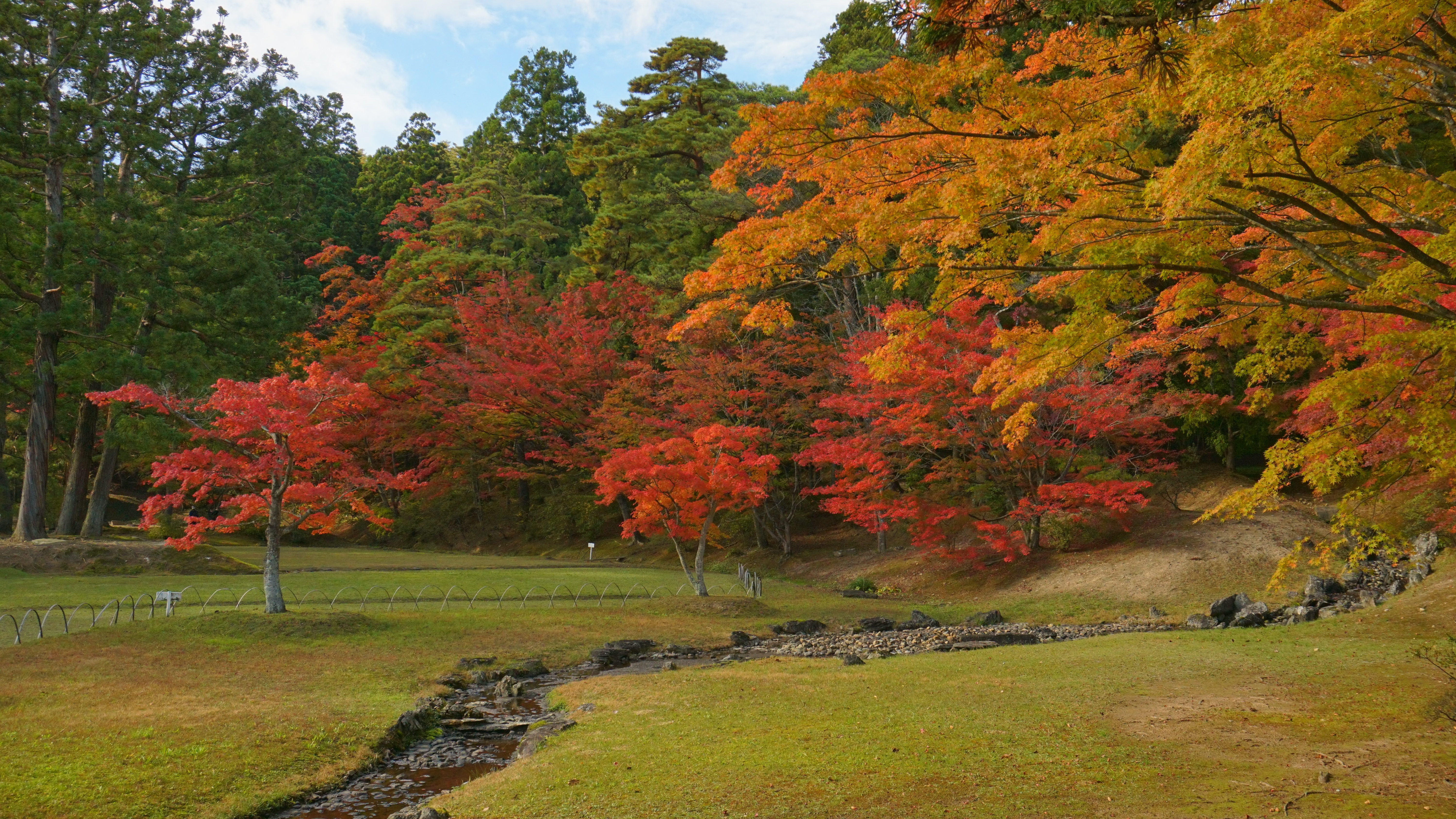
遣水と秋の紅葉
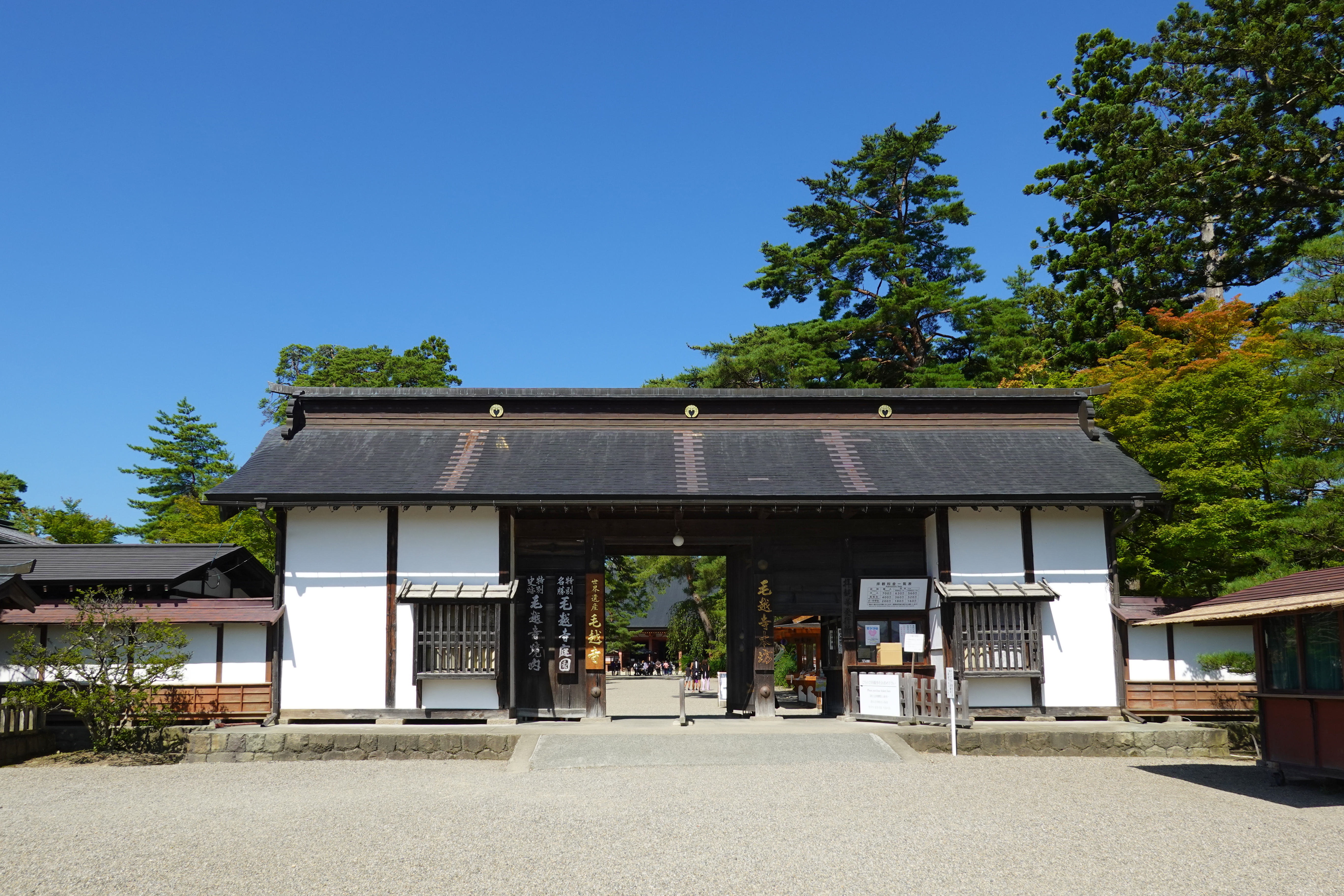
山門、1921年一関城大手門を移築